# Endrosa fumosa
Endrosa fumosa là một loài bướm đêm thuộc phân họ Arctiinae, họ Erebidae.